# Iridi(IV) fluoride
Iridi(IV) fluoride là một hợp chất hóa học của iridi và fluor, với công thức hóa học IrF4 và là một chất rắn màu nâu đen. Các báo cáo ban đầu về IrF4 trước năm 1965 là nghi vấn và dường như mô tả hợp chất IrF5. Cấu trúc tinh thể của vật rắn là đáng chú ý vì đây là ví dụ đầu tiên về cấu trúc mạng ba chiều được tìm thấy cho muối tetrafluoride kim loại và sau đó RhF4, PdF4 và PtF4 đã được tìm thấy có cấu trúc tương tự.

## Điều chế
Iridi(IV) flouride có thể được điều chế bằng cách khử iridi(VI) fluoride bằng iridi ở nhiệt độ cao:
{\displaystyle {\mathsf {2IrF_{6}+Ir\ {\xrightarrow {150^{o}C}}\ 3IrF_{4}}}}
Hoặc khử Irdi(V) flouride bằng khí hydro trong dung dịch HF:
{\displaystyle {\mathsf {2IrF_{5}+H_{2}\ \xrightarrow {150^{o}C} \ 2IrF_{4}+2HF}}}

## Cấu trúc tinh thể
Cấu trúc tinh thể iridi(IV) fluoride có 6 tọa độ, bát diện, iridi trong đó hai cạnh của khối bát diện được chia sẻ và hai nguyên tử fluor không chia sẻ là cis với nhau.

## Tính chất
Iridi(IV) fluoride phản ứng với nước:
{\displaystyle {\mathsf {IrF_{4}+4H_{2}O\ {\xrightarrow {}}\ Ir(OH)_{4}+4HF}}}